# Allrode
Allrode ist ein Ortsteil der Stadt Thale im Landkreis Harz in Sachsen-Anhalt. Er wurde 2002 als Luftkurort anerkannt.

## Geografische Lage
Allrode liegt im Harz, am Oberlauf der Luppbode, rund 3 km nördlich von Güntersberge und ist über Verbindungsstraßen von Hasselfelde, Stiege, Güntersberge, Friedrichsbrunn und Treseburg aus zu erreichen. Durch Allrode führt der Bode-Selke-Stieg.

## Geschichte
Allrode führt die Ersterwähnung des Ortes auf eine in Quedlinburg durch Otto I. am 15. Juli 961 ausgestellte Urkunde zurück. Darin schenkt der König den bisher zum Wittum seiner Mutter Mathilde gehörigen Hof in Quedlinburg sowie die dortige Jacobskirche und deren unmittelbares Zubehör dem Servatius-Nonnenkloster in Quedlinburg. Unter den zugehörigen Orten wird neben Marsleben, Sallersleben, Orden, Sülten, Gersdorf, Bicklingen, Selkenfelde, Siptenfelde u. a. auch Adelboldeshroth genannt. Diese Schenkung wiederholte Mitkönig Otto II. in Wallhausen am 25. Juli 961. In dieser zweiten Urkunde tritt erneut Adelboldeshroth in Erscheinung. Ob es sich dabei tatsächlich um das heutige Allrode handelt, konnte in der Forschung bislang nicht restlos geklärt werden.
Von 1599 bis 1945 war Allrode, von der napoleonischen Zeit abgesehen, braunschweigisch.
Auf dem Friedhof in Allrode gibt es ein Gemeinschaftsgrab und ein Einzelgrab für im April 1945 gefallene deutsche Soldaten.
Allrode gehörte seit 1952 zum Kreis Quedlinburg im DDR-Bezirk Halle, erst 1994 kam der Ort zum Landkreis Wernigerode und 2007 zum Landkreis Harz. Zum 1. Januar 2011 verlor die Gemeinde Allrode ihre Selbständigkeit und wurde nach Thale eingemeindet.
Seit 1897 bestand in Allrode eine Postagentur.

## Politik

### Wappen

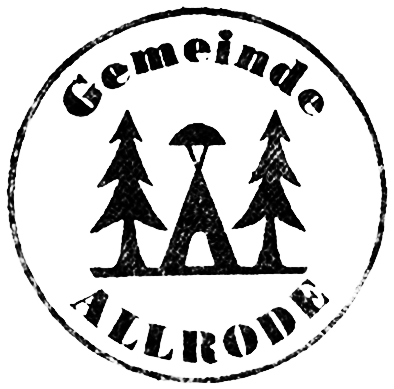
Siegel von Allrode Ende 20. Jh.

Das Wappen wurde am 20. November 1995 vom Regierungspräsidium Magdeburg genehmigt und unter der Nr. 112/1995 im Landesarchiv Sachsen-Anhalt registriert.
Blasonierung: „In Silber eine grüne Köhlerhütte mit schwarzer Öffnung zwischen zwei grünen Tannen auf grünem Schildfuß.“
Das Wappen gestaltete nach einem historischen Siegel der Magdeburger Heraldiker Jörg Mantzsch im Jahr 1995.

### Flagge
Die Flagge von Allrode zeigt die Farben Grün-Silber (Weiß), längsgestreift mit aufgesetztem Wappen.

## Naturdenkmale
An der Fahrstraße nach Stiege (Harz) befindet sich rechter Hand ein Mammutbaum, ferner existiert am Wanderweg nach Friedrichsbrunn die hohle Eiche.

## Persönlichkeiten
- Johann Friedrich von Domhardt (1712–1781), preußischer Verwaltungsbeamter, Kriegs- und Domänenrat